# Demonax reticollis
Demonax reticollis là một loài bọ cánh cứng trong họ Cerambycidae.